# Finlandia Trophy 2021
Finlandia Trophy 2021 – czwarte zawody łyżwiarstwa figurowego z cyklu Challenger Series 2021/2022. Zawody rozgrywano od 7 do 10 października 2021 roku w hali Espoo Metro Areena w Espoo.
W konkurencji solistów zwyciężył Amerykanin Jason Brown, zaś wśród solistek Rosjanka Kamiła Walijewa. W parach sportowych triumfowali Rosjanie Anastasija Miszyna i Aleksandr Gallamow, natomiast w konkurencji par tanecznych Francuzi Gabriella Papadakis i Guillaume Cizeron.

## Terminarz
| Data            | Godzina   | Konkurencja   | Segment          |
| --------------- | --------- | ------------- | ---------------- |
| 7 października  | 14:30 CET | Pary sportowe | Program krótki   |
| 7 października  | 17:15 CET | Soliści       | Program krótki   |
| 8 października  | 13:00 CET | Pary sportowe | Program dowolny  |
| 8 października  | 16:00 CET | Soliści       | Program dowolny  |
| 9 października  | 13:00 CET | Pary taneczne | Taniec rytmiczny |
| 9 października  | 16:00 CET | Solistki      | Program krótki   |
| 10 października | 13:00 CET | Pary taneczne | Taniec dowolny   |
| 10 października | 16:20 CET | Solistki      | Program dowolny  |

## Rekordy świata
| Rekordy świata (GOE±5) na moment rozpoczęcia zawodów (stan na 7 października 2021): | Rekordy świata (GOE±5) na moment rozpoczęcia zawodów (stan na 7 października 2021): | Rekordy świata (GOE±5) na moment rozpoczęcia zawodów (stan na 7 października 2021): | Rekordy świata (GOE±5) na moment rozpoczęcia zawodów (stan na 7 października 2021): | Rekordy świata (GOE±5) na moment rozpoczęcia zawodów (stan na 7 października 2021): | Rekordy świata (GOE±5) na moment rozpoczęcia zawodów (stan na 7 października 2021): |
| Konkurencja                                                                         | Segment                                                                             | Zawodnicy                                                                           | Punkty                                                                              | Zawody                                                                              | Data                                                                                |
| ----------------------------------------------------------------------------------- | ----------------------------------------------------------------------------------- | ----------------------------------------------------------------------------------- | ----------------------------------------------------------------------------------- | ----------------------------------------------------------------------------------- | ----------------------------------------------------------------------------------- |
| Soliści                                                                             | Nota łączna                                                                         | Nathan Chen                                                                         | 335,30                                                                              | Finał Grand Prix 2019                                                               | 7 grudnia 2019                                                                      |
| Soliści                                                                             | Program dowolny                                                                     | Nathan Chen                                                                         | 224,92                                                                              | Finał Grand Prix 2019                                                               | 7 grudnia 2019                                                                      |
| Soliści                                                                             | Program krótki                                                                      | Yuzuru Hanyū                                                                        | 111,82                                                                              | Mistrzostwa czterech kontynentów 2020                                               | 7 lutego 2020                                                                       |
| Solistki                                                                            | Nota łączna                                                                         | Alona Kostornoj                                                                     | 247,59                                                                              | Finał Grand Prix 2019                                                               | 7 grudnia 2019                                                                      |
| Solistki                                                                            | Program dowolny                                                                     | Aleksandra Trusowa                                                                  | 166,62                                                                              | Skate Canada International 2019                                                     | 26 października 2019                                                                |
| Solistki                                                                            | Program krótki                                                                      | Alona Kostornoj                                                                     | 85,45                                                                               | Finał Grand Prix 2019                                                               | 6 grudnia 2019                                                                      |
| Pary sportowe                                                                       | Nota łączna                                                                         | Sui Wenjing / Han Cong                                                              | 234,84                                                                              | Mistrzostwa świata 2019                                                             | 21 marca 2019                                                                       |
| Pary sportowe                                                                       | Program dowolny                                                                     | Sui Wenjing / Han Cong                                                              | 155,60                                                                              | Mistrzostwa świata 2019                                                             | 21 marca 2019                                                                       |
| Pary sportowe                                                                       | Program krótki                                                                      | Aleksandra Bojkowa / Dmitrij Kozłowskij                                             | 82,34                                                                               | Mistrzostwa Europy 2020                                                             | 22 stycznia 2020                                                                    |
| Pary taneczne                                                                       | Nota łączna                                                                         | Gabriella Papadakis / Guillaume Cizeron                                             | 226,61                                                                              | NHK Trophy 2019                                                                     | 23 listopada 2019                                                                   |
| Pary taneczne                                                                       | Taniec dowolny                                                                      | Gabriella Papadakis / Guillaume Cizeron                                             | 136,58                                                                              | NHK Trophy 2019                                                                     | 23 listopada 2019                                                                   |
| Pary taneczne                                                                       | Taniec rytmiczny                                                                    | Gabriella Papadakis / Guillaume Cizeron                                             | 90,03                                                                               | NHK Trophy 2019                                                                     | 22 listopada 2019                                                                   |

W trakcie zawodów ustanowiono następujące rekordy świata (GOE±5):
| Konkurencja | Segment         | Zawodnicy       | Punkty | Data                 |
| ----------- | --------------- | --------------- | ------ | -------------------- |
| Solistki    | Nota łączna     | Kamiła Walijewa | 249,24 | 10 października 2021 |
| Solistki    | Program dowolny | Kamiła Walijewa | 174,31 | 10 października 2021 |

## Wyniki

### Soliści
| Poz. | Zawodnik                   | Nota łączna | SP | SP    | FS | FS     |
| ---- | -------------------------- | ----------- | -- | ----- | -- | ------ |
| 1    | Jason Brown                | 262,52      | 2  | 92,39 | 5  | 170,13 |
| 2    | Michaił Kolada             | 256,98      | 3  | 82,75 | 2  | 174,23 |
| 3    | Dmitrij Alijew             | 249,25      | 5  | 78,28 | 4  | 170,97 |
| 4    | Keegan Messing             | 242,58      | 1  | 92,39 | 7  | 150,19 |
| 5    | Jewgienij Siemienienko     | 242,23      | 11 | 69,63 | 3  | 172,60 |
| 6    | Matteo Rizzo               | 238,75      | 19 | 62,57 | 1  | 176,18 |
| 7    | Arlet Levandi              | 222,61      | 9  | 70,14 | 6  | 152,47 |
| 8    | Lukas Britschgi            | 211,09      | 15 | 65,28 | 8  | 145,81 |
| 9    | Tomás Llorenç              | 210,36      | 10 | 70,13 | 9  | 140,23 |
| 10   | Gabriele Frangipani        | 209,25      | 7  | 73,37 | 12 | 135,88 |
| 11   | Luc Economides             | 207,69      | 12 | 68,99 | 10 | 138,70 |
| 12   | Nikita Starostin           | 205,60      | 8  | 70,20 | 13 | 135,40 |
| 13   | Brendan Kerry              | 204,75      | 13 | 66,13 | 11 | 138,62 |
| 14   | Camden Pulkinen            | 204,24      | 6  | 75,51 | 15 | 128,73 |
| 15   | Donovan Carrillo           | 192,54      | 21 | 61,06 | 14 | 131,48 |
| 16   | Matyáš Bělohradský         | 188,89      | 16 | 64,83 | 16 | 124,06 |
| 17   | Nikolaj Majorov            | 188,83      | 4  | 81,48 | 22 | 107,35 |
| 18   | Luc Maierhofer             | 183,10      | 18 | 63,99 | 17 | 119,11 |
| 19   | Valtter Virtanen           | 179,75      | 14 | 65,74 | 19 | 114,01 |
| 20   | Konstantin Miliukow        | 177,67      | 20 | 62,43 | 18 | 115,24 |
| 21   | Nurullah Sahaka            | 176,85      | 17 | 64,28 | 20 | 112,57 |
| 22   | Makar Suncew               | 158,82      | 26 | 50,73 | 21 | 108,09 |
| 23   | James Min                  | 157,73      | 24 | 55,39 | 23 | 102,34 |
| 24   | Michael Christian Martinez | 156,78      | 23 | 55,62 | 24 | 101,16 |
| 25   | Christopher Caluza         | 156,24      | 22 | 59,74 | 26 | 96,50  |
| 26   | Micha Steffen              | 151,67      | 25 | 54,88 | 25 | 96,79  |

### Solistki
| 1  | Kamiła Walijewa          | 249,24 WR | 3   | 74,93 | 1   | 174,31 WR |     |     |     |
| 2  | Jelizawieta Tuktamyszewa | 233,30    | 1   | 81,53 | 2   | 151,77    |     |     |     |
| 3  | Alona Kostornoj          | 218,83    | 2   | 78,61 | 4   | 140,22    |     |     |     |
| 4  | Loena Hendrickx          | 212,07    | 5   | 68,82 | 3   | 143,25    |     |     |     |
| 5  | Anastasija Gubanowa      | 203,91    | 4   | 69,50 | 7   | 134,41    |     |     |     |
| 6  | Karen Chen               | 202,49    | 6   | 67,50 | 6   | 134,99    |     |     |     |
| 7  | Eva-Lotta Kiibus         | 202,04    | 8   | 64,53 | 5   | 137,51    |     |     |     |
| 8  | Wiktorija Safonowa       | 187,83    | 9   | 64,26 | 9   | 123,57    |     |     |     |
| 9  | Madeline Schizas         | 184,73    | 12  | 59,29 | 8   | 125,44    |     |     |     |
| 10 | Amber Glenn              | 183,46    | 10  | 60,76 | 10  | 122,70    |     |     |     |
| 11 | Lindsay van Zundert      | 171,40    | 15  | 57,04 | 11  | 114,36    |     |     |     |
| 12 | Jenni Saarinen           | 168,72    | 7   | 67,05 | 16  | 101,67    |     |     |     |
| 13 | Josefin Taljegård        | 164,56    | 17  | 56,36 | 13  | 108,20    |     |     |     |
| 14 | Oona Ounasvuori          | 162,68    | 21  | 49,13 | 12  | 113,55    |     |     |     |
| 15 | Natasha McKay            | 162,54    | 14  | 57,26 | 14  | 105,28    |     |     |     |
| 16 | Kailani Craine           | 161,59    | 13  | 58,02 | 15  | 103,57    |     |     |     |
| 17 | Nicole Schott            | 161,23    | 11  | 60,25 | 17  | 94,62     |     |     |     |
| 18 | Sofia Frank              | 148,09    | 18  | 53,30 | 18  | 94,79     |     |     |     |
| 19 | Livia Kaiser             | 144,14    | 20  | 49,52 | 19  | 94,62     |     |     |     |
| 20 | Victoria Alcantara       | 140,78    | 22  | 48,01 | 20  | 92,77     |     |     |     |
| 21 | Laura Karhunen           | 137,15    | 16  | 56,82 | 22  | 80,33     |     |     |     |
| 22 | Nataly Langerbaur        | 127,70    | 25  | 43,13 | 21  | 84,57     |     |     |     |
| 23 | Aldís Kara Bergsdóttir   | 122,11    | 23  | 45,45 | 23  | 76,66     |     |     |     |
| 24 | Yae-Mia Neira            | 118,44    | 26  | 42,80 | 24  | 75,64     |     |     |     |
| 25 | Karly Robertson          | 117,31    | 19  | 51,83 | 26  | 65,48     |     |     |     |
| 26 | Kristina Grigorova       | 112,88    | 27  | 40,83 | 25  | 72,05     |     |     |     |
| WD | Linnea Ceder             | DNF       | 24  | 44,72 | DNF | DNF       | DNF | DNF | DNF |
| WD | Maia Sørensen            | DNS       | DNS | DNS   | DNS | DNS       |     |     |     |
| WD | Nathalie Weinzierl       | DNS       | DNS | DNS   | DNS | DNS       |     |     |     |
| WD | Kristina Škuleta-Gromova | DNS       | DNS | DNS   | DNS | DNS       |     |     |     |
| WD | Emmi Peltonen            | DNS       | DNS | DNS   | DNS | DNS       |     |     |     |

### Pary sportowe
| Poz. | Zawodnicy                                | Nota łączna | SP | SP    | FS | FS     |
| ---- | ---------------------------------------- | ----------- | -- | ----- | -- | ------ |
| 1    | Anastasija Miszyna / Aleksandr Gallamow  | 227,13      | 2  | 73,76 | 1  | 153,37 |
| 2    | Jewgienija Tarasowa / Władimir Morozow   | 213,72      | 1  | 78,33 | 2  | 135,39 |
| 3    | Ashley Cain-Gribble / Timothy LeDuc      | 193,00      | 6  | 64,98 | 3  | 128,02 |
| 4    | Jessica Calalang / Brian Johnson         | 191,89      | 7  | 64,13 | 4  | 127,76 |
| 5    | Vanessa James / Eric Radford             | 190,58      | 3  | 67,55 | 7  | 123,03 |
| 6    | Laura Barquero / Marco Zandron           | 189,99      | 4  | 65,33 | 5  | 124,66 |
| 7    | Minerva Fabienne Hase / Nolan Seegert    | 188,37      | 5  | 65,19 | 6  | 123,18 |
| 8    | Kirsten Moore-Towers / Michael Marinaro  | 184,37      | 8  | 61,60 | 8  | 122,77 |
| 9    | Jelizaveta Žuková / Martin Bidař         | 142,26      | 9  | 48,36 | 10 | 93,90  |
| 10   | Bogdana Łukszewicz / Aleksandr Stiepanow | 140.84      | 14 | 43,88 | 9  | 96,96  |
| 11   | Annika Hocke / Robert Kunkel             | 138,82      | 11 | 47,72 | 11 | 91,10  |
| 12   | Anastasia Vaipan-Law / Luke Digby        | 132,56      | 13 | 45,79 | 12 | 86,77  |
| 13   | Dorota Broda / Pedro Betegón Martín      | 130,25      | 10 | 47,94 | 14 | 82,31  |
| 14   | Milania Väänänen / Michaił Akułow        | 120.73      | 15 | 38,01 | 13 | 82,72  |
| 15   | Nika Osipowa / Dmitry Epstein            | 119,00      | 12 | 46,29 | 15 | 72,71  |

### Pary taneczne
| Poz. | Zawodnicy                                      | Nota łączna | RD  | RD    | FD  | FD     |
| ---- | ---------------------------------------------- | ----------- | --- | ----- | --- | ------ |
| 1    | Gabriella Papadakis / Guillaume Cizeron        | 217,54      | 1   | 85,58 | 1   | 131,96 |
| 2    | Madison Chock / Evan Bates                     | 208,31      | 2   | 83,72 | 2   | 124,59 |
| 3    | Lilah Fear / Lewis Gibson                      | 190,39      | 4   | 74,78 | 3   | 115,61 |
| 4    | Olivia Smart / Adrián Díaz                     | 185,82      | 5   | 72,67 | 5   | 113,15 |
| 5    | Sara Hurtado / Kiriłł Chalawin                 | 185,57      | 3   | 74,79 | 6   | 110,78 |
| 6    | Juulia Turkkila / Matthias Versluis            | 185,19      | 8   | 71,92 | 4   | 113,27 |
| 7    | Marjorie Lajoie / Zachary Lagha                | 181,03      | 7   | 71,93 | 7   | 109,10 |
| 8    | Christina Carreira / Anthony Ponomarenko       | 178,27      | 6   | 72,36 | 8   | 105,91 |
| 9    | Katharina Müller / Tim Dieck                   | 171,08      | 9   | 68,35 | 9   | 102,73 |
| 10   | Jennifer Janse van Rensburg / Benjamin Steffan | 165,22      | 10  | 65,64 | 11  | 99,58  |
| 11   | Carolane Soucisse / Shane Firus                | 162,95      | 14  | 60,23 | 10  | 102,72 |
| 12   | Yuka Orihara / Juho Pirinen                    | 158,51      | 13  | 61,18 | 12  | 97,33  |
| 13   | Holly Harris / Jason Chan                      | 155,70      | 11  | 61,62 | 13  | 94,08  |
| 14   | Chantelle Kerry / Andrew Dodds                 | 154,46      | 12  | 61,36 | 14  | 93,10  |
| 15   | Paulina Ramanauskaitė / Deividas Kizala        | 125,79      | 15  | 52,87 | 15  | 72,92  |
| 16   | Aleksandra Samersova / Kevin Ojala             | 120,10      | 16  | 50,26 | 16  | 69,84  |
| 17   | Chelsea Verhaegh / Sherim van Geffen           | 113,24      | 17  | 45,35 | 17  | 67,89  |
| WD   | Aleksandra Stiepanowa / Iwan Bukin             | DNS         | DNS | DNS   | DNS | DNS    |
| WD   | Jewgienija Łopariowa / Geoffrey Brissaud       | DNS         | DNS | DNS   | DNS | DNS    |